# Claudia Jung

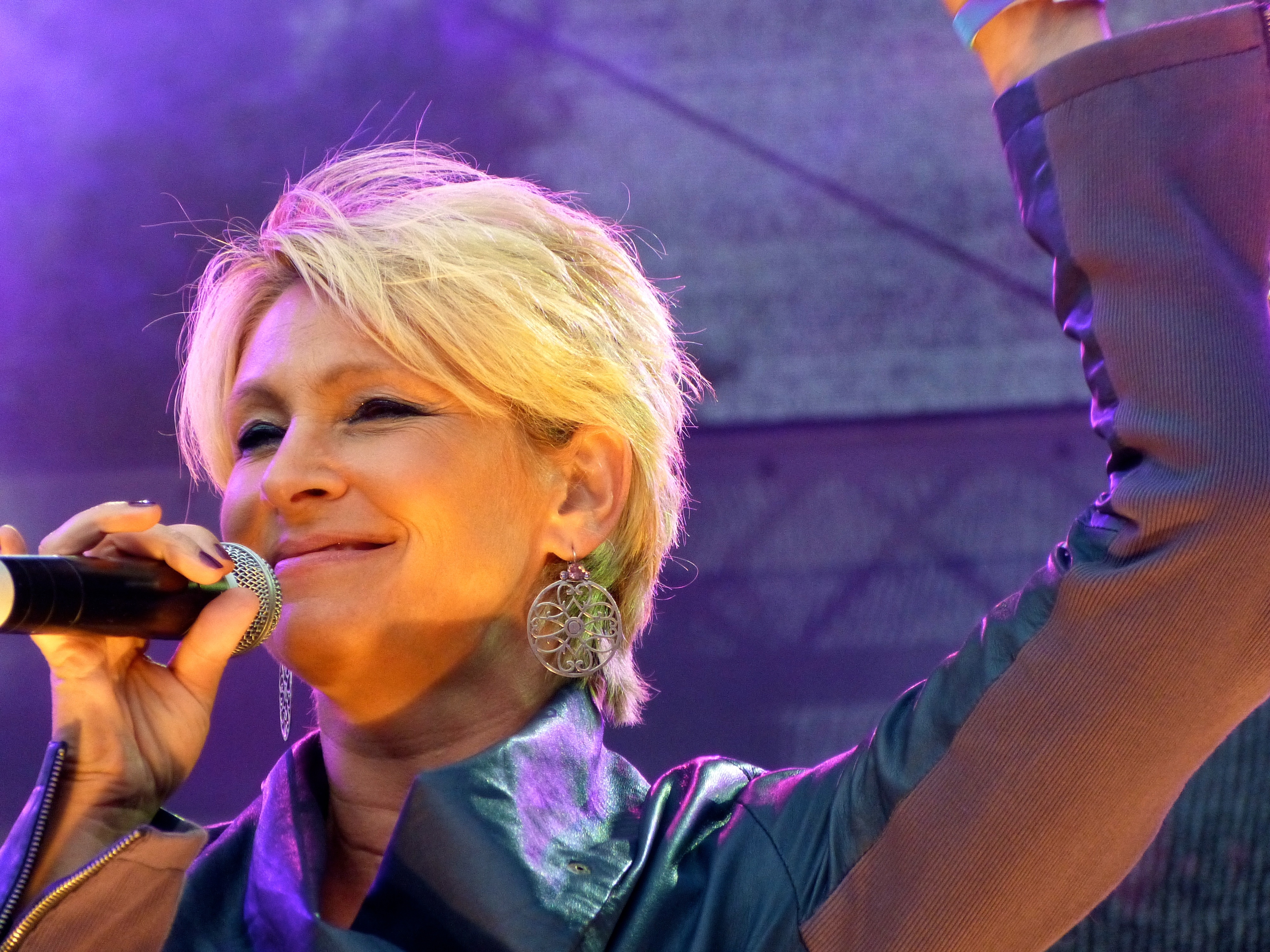
Claudia Jung während eines Auftritts beim CSD Köln 2012

Claudia Jung (* 12. April 1964 in Ratingen; bürgerlich Ute Singer, geborene Krummenast) ist eine deutsche Schlagersängerin, Schauspielerin und Politikerin (Freie Wähler). Von 2008 bis 2013 gehörte sie dem Bayerischen Landtag an.

## Leben
Claudia Jung arbeitete zunächst als Fotolaborantin, Arzthelferin und Reiseleiterin in Italien. Zwischendurch trat sie immer wieder als Hobbysängerin auf. Als Kind nahm sie Gitarrenunterricht und sang während der Schulzeit im Amt-Angerland-Chor. Von 1974 bis 1980 besuchte sie die Liebfrauenschule in Ratingen.
1984 lernte sie den Musikproduzenten Hartmut Schairer (siehe Adam & Eve) kennen und machte mit ihm Probeaufnahmen. Zusammen mit Schairer, dem Komponisten und Produzenten Jean Frankfurter sowie dem Texter Erich Offierowski entstanden die ersten Lieder, die dann zur Singleveröffentlichung führten.
Seit 1997 ist sie mit dem Musikproduzenten Hans Singer verheiratet und hat mit ihm zusammen eine Tochter. Sie lebt seit 1998 auf einem Hof in Gerolsbach bei Pfaffenhofen an der Ilm.
2005 hatte Claudia Jung eine Stimmbandlähmung, sodass ihre Tournee Herzzeiten verschoben werden musste. 
Im November 2007 übernahm sie die Schirmherrschaft für das Projekt „Paulihof – tiergestützte Therapie für traumatisierte Kinder und Jugendliche“ des Kinderschutz e. V. München in der Nähe von Aichach. Auf dem Hof arbeiten Tiere als „Co-Therapeuten“ mit Kindern, die durch schwere Traumata das Vertrauen in sich, die Menschen und ihre Umwelt verloren haben.
2008 gab Claudia Jung ihr Schauspieldebüt in der Musik-Komödie Das Musikhotel am Wolfgangsee, in der sie die Hotelrezeptionistin und Geliebte des Hotelmanagers (Sascha Hehn) darstellte. 2015 spielte sie die Rolle der „Kate Edwards“ im Stück Der Schatz im Silbersee bei den süddeutschen Karl-May-Festspielen in Fred Rai Western-City, Dasing.
Im Laufe ihrer Karriere erhielt sie mehrere goldene und Platin-Schallplatten sowie den Fred-Jay-Textdichterpreis. Außerdem sang sie mit vielen Stars im Duett, unter anderem mit Richard Clayderman, Cliff Richard, Nino de Angelo und Nik P.

## Politik
Am 2. März 2008 wurde Claudia Jung bei den bayerischen Kommunalwahlen für die „Freien Wähler“ in den Kreistag des Landkreises Pfaffenhofen gewählt. Seitdem wirkt sie als Gemeinderätin für die Christliche Wählergemeinschaft der Gemeinde Gerolsbach. Darüber hinaus wurde Jung am 19. Mai 2008 im Stimmkreis 124 von den Freien Wählern als Direkt-Kandidatin für den Bayerischen Landtag nominiert und am 13. Juni 2008 auf der Versammlung des Wahlkreises Oberbayern zusätzlich auf den Listenplatz 20 in Oberbayern.
Bei der Landtagswahl am 28. September 2008 erreichte Jung im Stimmkreis Pfaffenhofen a.d.Ilm, Schrobenhausen 19,4 % der Erststimmen und lag damit hinter Erika Görlitz (43,6 %, CSU) und vor Astrid Welter-Herzberger (12,8 %, SPD). Sie zog als Dritte der FW-Bezirksliste Oberbayern 2008 in den Bayerischen Landtag ein. Sie gehörte dem Ausschuss für Soziales, Familie und Arbeit und dem Ausschuss für Eingaben und Beschwerden des Landtages an. Zudem war sie Vertreterin der Fraktion der Freien Wähler des Bayerischen Landtags im Rundfunkrat des Bayerischen Rundfunks.
Jung musste Ende Mai 2013 im Rahmen der Verwandtenaffäre einräumen, dass sie 2012 ihren Stiefsohn für einige Monate eingestellt hatte, um ihre digitale Datenbank zu überarbeiten. Sie entlohnte ihn mit insgesamt 2074 Euro, die sie allerdings, nach eigens angeregter Prüfung durch das Bayerische Landtagsamt, nicht mit der Mitarbeiterpauschale für Landtagsabgeordnete verrechnen durfte, da dies gegen geltendes Abgeordnetenrecht verstoßen hätte. Das von der Staatsanwaltschaft eingeleitete Ermittlungsverfahren wurde eingestellt. 
Politische Positionen
Claudia Jung begrüßte die Pläne zur Reform der bayerischen Gymnasien hin zu einem G 8. Jedoch bemängelte sie den Tagesablauf an den Schulen: Die Ganztagsschule solle endlich zum erklärten Ziel in ganz Bayern werden, um einen abwechslungsreichen Tagesablauf zu gewährleisten.
Im Politikfeld Familie fordert sie eine Gleichstellung auf allen Ebenen zwischen Mann und Frau. Für Jung ist Mutterschaftsurlaub und Adoptionsurlaub auch für den Vater in vollem Umfang zu gewähren. Sie möchte eine Anrechnung der Erziehungszeit auf die Rente beider Elternteile erreichen, ohne dass diese zwingend verheiratet sein müssen.

## Diskografie
Studioalben

| Jahr | Titel                             | Höchstplatzierung, Gesamtwochen, AuszeichnungChartplatzierungen (Jahr, Titel, Platzierungen, Wochen, Auszeichnungen, Anmerkungen) | Höchstplatzierung, Gesamtwochen, AuszeichnungChartplatzierungen (Jahr, Titel, Platzierungen, Wochen, Auszeichnungen, Anmerkungen) | Höchstplatzierung, Gesamtwochen, AuszeichnungChartplatzierungen (Jahr, Titel, Platzierungen, Wochen, Auszeichnungen, Anmerkungen) | Anmerkungen                                                  |
| Jahr | Titel                             | DE | AT | CH | Anmerkungen                                                  |
| ---- | --------------------------------- | --- | --- | --- | ------------------------------------------------------------ |
| 1988 | Halt mich fest                    | — | — | — | Erstveröffentlichung: 2. September 1988                      |
| 1989 | Etwas für die Ewigkeit            | — | — | — | Erstveröffentlichung: 6. Oktober 1989                        |
| 1990 | Spuren einer Nacht                | DE33 (10 Wo.)DE | AT15 Gold · (10 Wo.)AT | — | Erstveröffentlichung: 14. August 1990 Verkäufe: + 25.000     |
| 1991 | Wo kommen die Träume her          | — | AT21 (6 Wo.)AT | — | Erstveröffentlichung: 20. August 1991                        |
| 1992 | Du ich lieb’ dich                 | DE53 (10 Wo.)DE | AT31 Platin · (5 Wo.)AT | — | Erstveröffentlichung: 28. September 1992 Verkäufe: + 50.000  |
| 1994 | Claudia Jung                      | DE22 Gold · (29 Wo.)DE | AT6 ×2Doppelplatin · (35 Wo.)AT                                                                                                   | CH— GoldCH | Erstveröffentlichung: 29. September 1994 Verkäufe: + 375.000 |
| 1995 | Sehnsucht                         | DE27 (25 Wo.)DE | AT4 Platin · (19 Wo.)AT | — | Erstveröffentlichung: 9. November 1995 Verkäufe: + 50.000    |
| 1996 | Winterträume                      | DE31 (5 Wo.)DE | AT3 Gold · (13 Wo.)AT | — | Erstveröffentlichung: 8. November 1996 Verkäufe: + 25.000    |
| 1999 | Für immer                         | DE23 (6 Wo.)DE | AT2 Gold · (13 Wo.)AT | CH41 (2 Wo.)CH | Erstveröffentlichung: 12. April 1999 Verkäufe: + 25.000      |
| 2001 | Auch wenn es nicht vernünftig ist | DE39 (6 Wo.)DE | AT2 Gold · (15 Wo.)AT | — | Erstveröffentlichung: 17. September 2001 Verkäufe: + 15.000  |
| 2003 | Seelenfeuer                       | DE47 (3 Wo.)DE | AT11 (12 Wo.)AT | — | Erstveröffentlichung: 14. April 2003                         |
| 2004 | Herzzeiten                        | DE30 (7 Wo.)DE | AT4 Gold · (17 Wo.)AT | CH82 (2 Wo.)CH | Erstveröffentlichung: 25. Oktober 2004 Verkäufe: + 15.000    |
| 2006 | Träumen erlaubt                   | DE35 (4 Wo.)DE | AT7 (12 Wo.)AT | CH75 (1 Wo.)CH | Erstveröffentlichung: 12. Mai 2006                           |
| 2007 | Unwiderstehlich                   | DE33 (3 Wo.)DE | AT11 Gold · (9 Wo.)AT | CH59 (1 Wo.)CH | Erstveröffentlichung: 14. September 2007 Verkäufe: + 10.000  |
| 2008 | Hemmungslos Liebe                 | DE28 (3 Wo.)DE | AT18 Gold · (6 Wo.)AT | CH85 (1 Wo.)CH | Erstveröffentlichung: 24. Oktober 2008 Verkäufe: + 10.000    |
| 2009 | Geheime Zeichen                   | DE50 (2 Wo.)DE | AT15 (5 Wo.)AT | — | Erstveröffentlichung: 23. Oktober 2009                       |
| 2012 | Alles nach Plan?                  | DE38 (2 Wo.)DE | AT10 (5 Wo.)AT | — | Erstveröffentlichung: 1. Juni 2012                           |
| 2015 | Seitensprung                      | DE30 (2 Wo.)DE | AT10 (6 Wo.)AT | CH71 (1 Wo.)CH | Erstveröffentlichung: 13. März 2015                          |
| 2016 | Frauenherzen                      | DE43 (2 Wo.)DE | AT8 (7 Wo.)AT | CH31 (3 Wo.)CH | Erstveröffentlichung: 8. Juli 2016                           |
| 2018 | Schicksal, Zufall oder Glück      | DE14 (2 Wo.)DE | AT21 (4 Wo.)AT | CH40 (2 Wo.)CH | Erstveröffentlichung: 13. Juli 2018                          |
| 2022 | Einfach jung                      | DE16 (1 Wo.)DE | AT22 (2 Wo.)AT | — | Erstveröffentlichung: 14. Oktober 2022                       |

## Auszeichnungen
- Echo-Preise – 1994 und 2000
- Goldene Stimmgabeln – 1995, 1996, 1997, 1998 und 2002
- Amadeus Austrian Music Award 2002
- Fred-Jay-Preis 2002
- smago! Award 2016